# Tetrix tenuicornoides
Tetrix tenuicornoides is een rechtvleugelig insect uit de familie doornsprinkhanen (Tetrigidae). De wetenschappelijke naam van deze soort is voor het eerst geldig gepubliceerd in 2006 door Wang, Yuan & Ren.